# Batalla de Binakayan
La Batalla de Binakayan o Batalla de Binacayan se libró el 9 al 11 de noviembre de 1896, y es considerada la primera victoria importante de los revolucionarios filipinos durante la Revolución filipina. La batalla tuvo lugar en la ciudad de Cavite el Viejo (actualmente Kawit) y se prolongó durante dos días después de la retirada española. La Batalla de Dalahican tuvo lugar en el mismo día en el pueblo adyacente de Noveleta, en la provincia de Cavite.